# 马海军
马海军（？—），男，回族，中华人民共和国政治人物。现任青海恩泽律师事务所主任律师，青海省律师协会常务理事，西宁市律师协会副会长。第十三、十四届全国政协委员。